# فونغ كووك واي
فونغ كووك واي ((بالصينية: 馮國威)) (من مواليد 22 أغسطس 1977) هو لاعب سنوكر من هونغ كونغ.
شارك في دورة الألعاب الآسيوية 2006 في الدوحة بقطر.